# Jack Tresadern
John « Jack » Tresadern, né le 26 septembre 1890 à Leytonstone et mort le 26 décembre 1959 à Tonbridge, est footballeur anglais devenu manager. Il a joué à deux reprises pour l'équipe nationale anglaise.

## Carrière de joueur
Jack Tresadern commence sa carrière avec Wanstead, puis joue pour Barking Town avant de rejoindre West Ham United en juillet 1913. Il fait partie de l'équipe choisie pour intégrer la Football League en 1919 et devient un joueur régulier de l'équipe. Tresadern fait ses débuts avec l'équipe d'Angleterre de football en avril lors d'un match nul 2-2 contre l'Écosse à l'occasion du British Home Championship. Il est titulaire pour West Ham lors de la défaite des Hammers contre Bolton lors de la première finale de Coupe d'Angleterre jouée à Wembley en 1923.
En octobre, après 279 matchs de championnat pour West Ham, il est transféré vers Burnley. Il y joue 56 matchs de championnat avant de rejoindre Northampton Town comme joueur-manager en mai. Il se retire en décembre, après s'être cassé la jambe.